# Голд, Грейси
Грейси Голд (англ. Gracie Gold, род. 17 августа 1995, Ньютон, Массачусетс) — американская фигуристка, выступающая в одиночном катании. Бронзовый призёр Олимпийских игр (командный турнир, 2014), двукратная чемпионка США (2014, 2016), победительница командного чемпионата мира (2013, 2015), победительница этапов Гран-при NHK Trophy (2014) и Trophée Eric Bompard (2015).
По состоянию на январь 2016 года Голд занимала четвёртое место в рейтинге Международного союза конькобежцев.

## Карьера
Начала заниматься фигурным катанием в возрасте семи лет, родная сестра-близнец Карли также занимается фигурным катанием. Мать — медсестра, отец — врач. В 2012 году выиграла юниорский чемпионат США, в этом же году завоевала серебряную награду на юниорском чемпионате мира в Минске, пропустив вперед россиянку Юлию Липницкую. В сезоне 2012/2013 дебютировала в серии Гран-при, на втором этапе — Кубке России, выиграла серебряную медаль, став лучшей в короткой программе и уступив около 2 баллов по сумме обеих программ финской фигуристке Киире Корпи. В 2013 году выиграла серебро взрослого чемпионата США, в 2014 стала чемпионкой страны. В 2014 году на Олимпийских играх в Сочи в составе сборной США в командных соревнованиях стала бронзовым призёром.
В послеолимпийском сезоне она стартовала на Небельхорн в Германии и этапе Гран-при дома, где выиграла бронзовые медали. На заключительном этапе Гран-при в Осаке (Япония) 29 ноября 2014 года Грейси Голд впервые в карьере выиграла титул Гран-при, победив в обеих программах и получила золотую медаль и главный приз «NHK Trophy». По итогам выступлений Грейси Голд стала участницей финала Гран-при, который прошёл в декабре в Барселоне. В начале декабря объявила о снятии с финала Гран-при в связи с травмой стопы. На национальном чемпионате в январе 2015 года Голд уверенно заняла второе место и вошла в состав американской сборной. В феврале на чемпионате четырёх континентов в Сеуле она удачно стартовала в короткой программе и шла второй; однако допустила ряд помарок в произвольной и переместилась на четвёртое место. На чемпионате мира Шанхае Голд вела упорную борьбу за призовое место, но в итоге оказалась лишь четвёртой, продолжив поступательное движение к пьедесталу. В послеолимпийском сезоне на показательных выступлениях Грейси Голд исполняла программу под музыку мирового хита «Shake It Off» в исполнении певицы Тейлор Свифт. В середине апреля на заключительном старте сезона на командном чемпионате мира в Японии Голд выступила удачно в обеих видах программ (в короткой даже улучшила свои прежние достижения), что поспособствовало завоеванию золотой медали американской сборной.
Сезон 2015/2016 фигуристка начала в августе на турнире в Анахайме, который она выиграла. Затем был старт в Милуоки (США) на серии Гран-при Skate America. В сложной борьбе она уступила первое место, но в произвольной программе улучшила своё прежнее спортивное достижение и выиграла её. Далее она выступала на этапе Гран-при Trophée Bompard, где выиграла короткую программу, однако, произвольная программа на этих соревнованиях была отменена из соображений безопасности (в столице Франции произошла серия терактов). По итогам выступлений на этапах серии Гран-при в США и во Франции Грейси вместе с подругой по сборной США Эшли Вагнер стала участницей финала Гран-при в Барселоне, где заняла пятое место. Затем в январе она выиграла чемпионат своей страны. Не совсем удачно выступила на континентальном чемпионате на Тайване, где заняла только пятое место. На чемпионате мира в Бостоне Грейси Голд захватила лидерство после короткой программы, но в произвольной программе допустила несколько ошибок и опустилась на 4 место. В Бостоне Грейси улучшила свои прежние достижения в короткой программе и сумме. В конце апреля, выступая в США за команду Америки, на Кубке континентов она улучшила свои предыдущее спортивное достижение в произвольной программе.
Новый предолимпийский сезон американская фигуристка начала на домашнем этапе Гран-при в Чикаго, где на Кубке Америки заняла пятое место. В середине ноября американка выступала на этапе Гран-при в Париже, где на турнире Trophée de France финишировала в середине турнирной таблицы. В начале декабря Голд выступала в Хорватии на турнире Золотой конёк Загреба, где она не совсем удачно выступила и заняла шестое место. В январе 2017 года на национальном чемпионате в Канзасе Голд не смогла составить конкуренции ведущим американским фигуристкам, заняв только шестое место, из-за чего не попала в сборную команду США на чемпионат мира. После этого она приняла решение поменять свой тренерский штаб.
В конце лета 2017 года, в самом начале нового сезона, у фигуристки возникли психологические проблемы, и она решила на два месяца приостановить выступления и начала работать с психологом, из-за чего ей пришлось сняться с этапов Гран-при. В дальнейшем она приняла решение пропустить олимпийский сезон.
К удивлению многих специалистов летом 2018 года она возобновила тренировки, и ИСУ заявил её на этап Гран-при. При этом она сменила тренера и стала тренироваться у французского специалиста Венсана Рестанкура.

## Результаты
| Соревнования                      | 09/10         | 11/12         | 12/13         | 13/14         | 14/15         | 15/16         | 16/17         | 19/20         | 20/21         | 21/22         |
| Международные                     | Международные | Международные | Международные | Международные | Международные | Международные | Международные | Международные | Международные | Международные |
| --------------------------------- | ------------- | ------------- | ------------- | ------------- | ------------- | ------------- | ------------- | ------------- | ------------- | ------------- |
| Олимпиада — одиночное катание     |               |               |               | 4             |               |               |               |               |               |               |
| Олимпиада — командный турнир      |               |               |               | 3             |               |               |               |               |               |               |
| Чемпионат мира                    |               |               | 6             | 5             | 4             | 4             |               |               |               |               |
| Чемпионат четырёх континентов     |               |               | 6             |               | 4             | 5             |               |               |               |               |
| Финал Гран-при                    |               |               |               |               |               | 5             |               |               |               |               |
| Гран-при. Trophée Éric Bompard    |               |               |               |               |               | 1             | 8             |               |               |               |
| Гран-при. Skate America           |               |               |               |               | 3             | 2             | 5             |               | 12            |               |
| Гран-при. NHK Trophy              |               |               |               | 4             | 1             |               |               |               |               |               |
| Гран-при. Skate Canada            |               |               | 7             | 3             |               |               |               |               |               |               |
| Гран-при. Cup of Russia           |               |               | 2             |               |               |               |               |               |               |               |
| Челленджер. Золотой конёк Загреба |               |               |               |               |               |               | 6             |               |               |               |
| Челленджер. Nebelhorn Trophy      |               |               |               |               | 3             |               |               |               |               |               |
| Cranberry Cup                     |               |               |               |               |               |               |               |               |               | 13            |
| U.S. International Classic        |               |               | 2             | 2             |               |               |               |               |               |               |
| Командный чемпионат мира          |               | 2             | 1             |               | 1             |               |               |               |               |               |
| Чемпионат мира среди юниоров      |               | 2             |               |               |               |               |               |               |               |               |
| Юниорский Гран-при. Tallinn Cup   |               | 1             |               |               |               |               |               |               |               |               |
| Национальные                      |               |               |               |               |               |               |               |               |               |               |
| Чемпионат США                     |               |               | 2             | 1             | 2             | 1             | 6             | 12            | 13            | 10            |
| Чемпионат США среди юниоров       |               | 1             |               |               |               |               |               |               |               |               |
| Чемпионат США среди новичков      | 4             |               |               |               |               |               |               |               |               |               |